# 1938 au Maroc
Chronologie du Maroc
- 1934
- 1935
- 1936
- 1937
- 1938
- 1939
- 1940
- 1941
- 1942

Cet article présente les faits marquants de l'année 1938 au Maroc ou relatifs au Maroc.

## Naissances en 1938
- Larbi Benbarek